# ウィチタ郡 (テキサス州)
ウィチタ郡（英: Wichita County）は、アメリカ合衆国テキサス州の北部に位置する郡である。人口は12万9350人（2020年）。郡庁所在地はウィチタフォールズであり、同郡で人口最大の都市である。アーチャー郡およびクレイ郡と共に、ウィチタフォールズ都市圏を構成している。

## 地理
アメリカ合衆国国勢調査局に拠れば、郡域全面積は633平方マイル (1,639 km2)であり、このうち陸地628平方マイル (1,626 km2)、水域は5平方マイル (14 km2)で水域率は0.85%である。

### 主要高規格道路
- 州間高速道路44号線
- アメリカ国道82号線
- アメリカ国道277号線
- アメリカ国道281号線
- アメリカ国道287号線
- テキサス州道25号線
- テキサス州道79号線
- テキサス州道240号線
- テキサス州道258号線

### 隣接する郡
- ティルマン郡 (オクラホマ州) - 北
- コットン郡 (オクラホマ州) - 北東
- クレイ郡 - 東
- アーチャー郡 - 南
- ウィルバーガー郡 - 西

## 人口動態
以下は2000年国勢調査による人口統計データである。
| 基礎データ - 人口: 131,664人 - 世帯数: 48,441 世帯 - 家族数: 32,891 家族 - 人口密度: 81人/km2（210人/mi2） - 住居数: 58,304軒 - 住居密度: 33軒/km2（85軒/mi2） 人種別人口構成 - 白人: 78.76% - アフリカン・アメリカン: 10.23% - ネイティブ・アメリカン: 0.89% - アジア人: 1.84% - 太平洋諸島系: 0.09% - その他の人種: 5.51% - 混血: 2.68% - ヒスパニック・ラテン系: 12.23% 年齢別人口構成 - 18歳未満: 25.2% - 18-24歳: 13.7% - 25-44歳: 29.0% - 45-64歳: 19.5% - 65歳以上: 12.7% - 年齢の中央値: 33歳 - 性比（女性100人あたり男性の人口） - 総人口: 103.8 - 18歳以上: 103.4 | 世帯と家族（対世帯数） - 18歳未満の子供がいる: 33.6% - 結婚・同居している夫婦: 52.3% - 未婚・離婚・死別女性が世帯主: 11.9% - 非家族世帯: 32.1% - 単身世帯: 27.2% - 65歳以上の老人1人暮らし: 10.6% - 平均構成人数 - 世帯: 2.49人 - 家族: 3.04人 収入と家計 - 収入の中央値 - 世帯: 33,780米ドル - 家族: 40,937米ドル - 性別 - 男性: 26,687米ドル - 女性: 21,885米ドル - 人口1人あたり収入: 16,965米ドル - 貧困線以下 - 対人口: 13.2% - 対家族数: 10.3% - 18歳未満: 17.4% - 65歳以上: 9.8% |

## 2008年と2004年の大統領選挙の結果
2008年、ウィチタ郡の有権者はジョン・マケインに31,673 票（69%）を投じ、対するバラク・オバマは13,828票（30%）だった。2004年では、ジョージ・W・ブッシュが32,472 票（総投票数の71%）を獲得し、対抗馬のジョン・ケリーは12,819 票（28%）に過ぎなかった。

## 都市と町

### 都市
- ウィチタフォールズ - 郡庁所在地
- キャシオン・コミュニティ
- バークバーネット
- エレクトラ
- アイオワパーク

### 町
- プレザントバレー

### 未編入の町
- カメイ
- ヘインズビル
- バレービュー

## 州政府機関
テキサス州刑事司法省ジェイムズ・V・オールレッド刑務所がウィチタフォールズ市に有る。